# Tapinanthinae
Tapinanthinae, podtribus biljaka iz porodice ljepkovki, dio tribusa Lorantheae. Sastoji se od četrnaest rodova. Tipični je Tapinanthus, rod grmova iz Afrike

## Rodovi
1. Subtribus Tapinanthinae Nickrent & Vidal-Russ.
  1. Oedina Tiegh. (4 spp.)
  2. Berhautia Balle (1 sp.)
  3. Tapinanthus Blume (30 spp.)
  4. Englerina Tiegh. (26 spp.)
  5. Actinanthella Balle (2 spp.)
  6. Agelanthus Tiegh. (56 spp.)
  7. Oncocalyx Tiegh. (11 spp.)
  8. Oncella Tiegh. (4 spp.)
  9. Loranthella S.Blanco & C.E.Wetzel (5 spp.)
  10. Septulina Tiegh. (2 spp.)